# 方庄镇
方庄镇是中国河南省焦作市修武县下辖的一个镇。

## 行政区划
方庄镇下辖：方庄村、东下庄村、西下庄村、蔡坡村、坡前村、宰湾村、韩庄村、西涧村、佐眼村、里窑村、外窑村、平窑村、崔庄村、孙窑村、赵窑村、王窑村、官庄村、白庄村、北孟村、沿山村、古汉村、赤庄村、沙墙村、下铁匠庄村、丁村、申国村、北王庄村。